# Hélène Picard
Vous lisez un « bon article » labellisé en 2022.
Pour les articles homonymes, voir Picard (homonymie).
Hélène Picard, née Hélène Dumarc le 1er octobre 1873 à Toulouse et morte le 1er février 1945 à Paris, est une poétesse française.
Hélène Picard est d'abord remarquée dans sa région natale, où elle côtoie des poètes et reçoit deux prix successifs de l'Académie des Jeux floraux de Toulouse. Installée à Privas, en Ardèche, elle y publie son premier livre en 1903, La Feuille morte, un drame lyrique qui passe inaperçu sur la scène littéraire nationale. Elle est finalement mise en lumière par le tournoi de poétesses organisé par le magazine Femina, qu'elle remporte en 1904 avec un poème d'hommage à George Sand, et qui lui permet de se faire un nom parmi les grandes poétesses du moment. Après deux échecs successifs à remporter des prix nationaux en 1906, elle publie un recueil l'année suivante, L'Instant éternel, qui est applaudi par la critique et récompensé par le prix Archon-Despérouses. Avec Lucie Delarue-Mardrus, Renée Vivien, Anna de Noailles et Marie Dauguet, Picard fait alors partie des poétesses les plus en vue, dans une période qui voit la publication de nombreux ouvrages écrits par des femmes. Son succès est cependant de courte durée : elle publie un recueil à tirage limité pour ses amis ardéchois, Petite ville... Beau pays...(1907), puis Fresques (1908) et Souvenirs d'enfance en deux tomes (1911 et 1913) chez un éditeur parisien, qui passent inaperçus.
Elle quitte l'Ardèche vers 1919 et s'installe à Paris, où elle devient secrétaire de Colette. Une grande amitié commence alors entre les deux femmes, qui durera jusqu'à la mort de Picard. Colette a une forte influence sur la poétesse, qu'elle loge et soutient financièrement et affectivement ; mais Picard conseille aussi la romancière. Elle publie un roman en 1923, Sabbat, préfacé par Colette. Une passion sans retour pour Francis Carco lui inspire son dernier recueil, Pour un mauvais garçon, paru en 1927, qui rompt avec le style de ses premiers poèmes et que les critiques soulignent pour son originalité.
Dépressive et atteinte de sévères rhumatismes, Picard s'enferme peu à peu dans la solitude, ne sortant plus de son appartement. Elle meurt le 1er février 1945. Dans les jours suivant sa mort, Colette se consacre à un article en son hommage qui paraît dans La Revue de Paris, puis est publié dans L'Étoile Vesper. Elle reçoit plusieurs distinctions au cours de sa vie, dont le prix Archon-Despérouses, le prix Botta et le prix Renaissance, et est nommée chevalier de la Légion d'honneur.
Son style se divise en deux périodes : si elle fait d'abord l'éloge de la vie à la campagne et de sa simplicité avec des poèmes de forme classique, elle adopte après son arrivée à Paris un style plus original et novateur, en prenant pour cadre les bars et les quartiers mal fréquentés de la capitale. Elle évoque aussi, tout au long de sa carrière, les thèmes de la mélancolie, de l'idéalisme et de l'amour, avec une dimension parfois érotique.

## Biographie

### Les débuts d'un«poète ardéchois»(1873 - 1903)
Alice Julie Pauline Hélène Dumarc naît à Toulouse, avenue Frizac, le 1er octobre 1873, de Léon Aristide Alphonse Dumarc, directeur d'assurances, et Charlotte Pauline Capdeville. Elle est d'origine ariégeoise par sa mère, qu'elle décrit comme calme et rêveuse et qui lui donne le goût de la poésie ; elle lit avidement durant son adolescence, admirant particulièrement Alfred de Musset,. Elle commence à écrire des poèmes, parfois à tendance érotique, où elle exprime ses envies d'une relation amoureuse.
Entre 1896 et 1898 elle fréquente le cercle de poètes toulousains L'Effort, où elle rencontre l'avocat Jean Picard, qu'elle épouse le 30 mars 1898,,. Durant cette période, elle est proche de Pierre Fons, Marc Lafargue, Georges Gaudion et Armand Praviel, et reçoit successivement, en 1899 et 1900, deux prix de l'Académie des Jeux floraux de Toulouse,.
Picard s'installe ensuite à Privas, où son mari est nommé secrétaire général de la préfecture de l'Ardèche. Dans les premières anthologies où elle est mentionnée, elle est qualifiée de « poète ardéchois ». Elle publie son premier livre en 1903, La Feuille morte, une pièce lyrique, chez un éditeur de Privas. L'ouvrage est commenté par Émile Faguet, qui souligne ses « défauts considérables » mais considère que Picard a un « don » pour la poésie. Cette pièce, jouée seulement dans des théâtres régionaux, passe inaperçue du public parisien.

### Succès sur la scène littéraire parisienne (1904 - 1910)

#### Le tournoiFemina

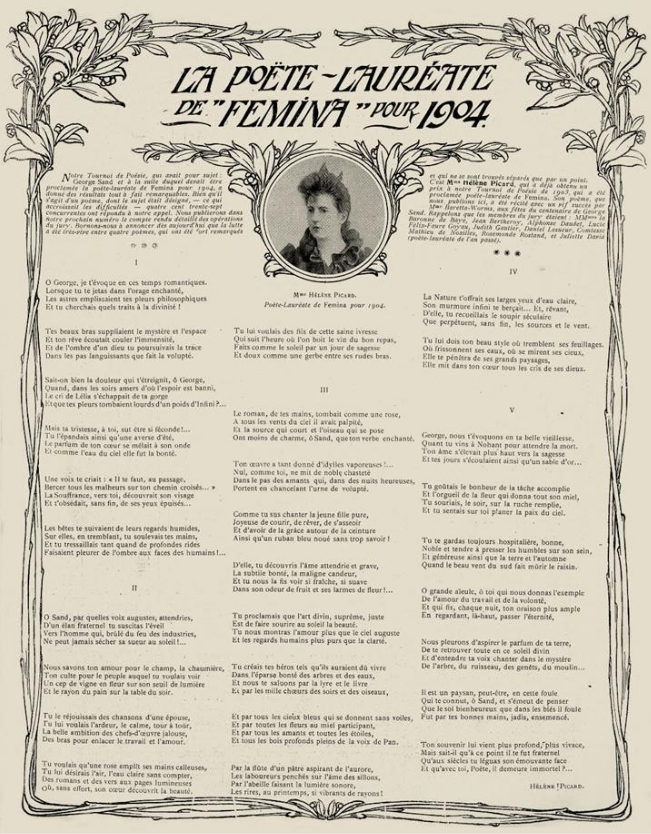
Hélène Picard, poëte-lauréate de Femina pour 1904, voit son poème publié en pleine page de la revue, avec son portrait (Femina, 15 juillet 1904).

En janvier 1903, le magazine Femina annonce l'institution d'un tournoi de poésie ouvert à toutes les lectrices de la revue, dont la lauréate siégera l'année suivante au jury. La première édition du tournoi a lieu la même année, et Picard figure en bonne place parmi les poétesses primées. Elle remporte finalement le tournoi en 1904, pour son poème d'hommage à George Sand. Ses vers sont publiés en pleine page dans la revue, et récités par Blanche Barretta lors des célébrations du centenaire de la romancière. Intégrée au jury pour l'édition de 1905, Picard se lie d'amitié avec Anna de Noailles et devient désormais une poétesse en vue.

#### Succès deL'Instant éternel

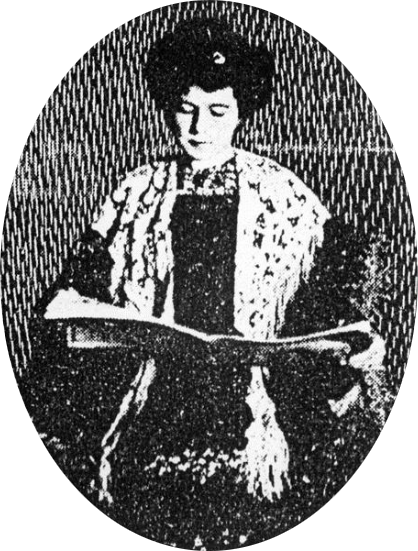
Dans ses numéros du 15 mars et du 15 mai 1908, le magazine Je sais tout publie un portrait de la poétesse avec un livre, symbole de la reconnaissance de son statut de femme de lettres.

L'année suivante, elle concourt à la Bourse nationale du voyage littéraire, instituée par le Ministère de l'instruction publique et la Société des Gens de Lettres, avec un recueil inédit intitulé L'Instant éternel. Elle y retrace les étapes d'une relation amoureuse en six parties, avec des poèmes en alexandrins influencés par Musset. Bien qu'enthousiasmé par ses poèmes, le jury ne récompense pas Picard, préférant la laisser aux journaux féminins ; Jules Bois écrit dans Gil Blas, le 2 juillet 1906 : « Femina et La Vie heureuse ne se préparent-elles pas à couronner de billets de mille le front d’un poète ? Mme Hélène Picard est tout indiquée. »,. Elle tente donc, toujours en 1906, d'obtenir le prix Archon-Despérouses de l'Académie française ; elle est à nouveau pressentie mais le rate de peu, et il est finalement décerné à Abel Bonnard pour Les Familiers.
Sans être parvenue à remporter les prix qu'elle espérait, Picard publie L'Instant éternel chez Sansot, à Paris, en février 1907. Le recueil est très remarqué par la critique et connaît un grand succès,. Émile Faguet la qualifie cette fois de « grand poète » et de « poétesse extraordinaire », et elle est considérée par la revue d'avant-garde italienne Poesia comme « tout imprégnée de libération et de modernité »,. Elle reçoit de nombreux commentaires élogieux de la part de critiques et d'auteurs en vue, notamment Victor Margueritte, Catulle Mendès, Gérard d'Houville et Fernand Gregh. Picard remporte enfin le prix Archon-Despérouses. 1907 est une année charnière pour la « littérature féminine », terme utilisé par les critiques d'alors et englobant les nombreuses autrices qui publient durant la Belle Époque. Picard se démarque comme l'une des principales figures de ce renouveau poétique, avec Anna de Noailles, Lucie Delarue-Mardrus, Renée Vivien ou Marie Dauguet.

#### Dernières années en Ardèche
La même année, elle fait paraître un recueil plus confidentiel, Petite ville... Beau pays..., qui est édité à Privas, en tirage limité, pour ses amis. Elle y décrit les paysages régionaux vus avec son mari. Picard est souvent renvoyée à son origine provinciale, signe de son « authenticité » et de la « sincérité » de son inspiration aux yeux des critiques parisiens. Dans un recueil paru en 1908, Fresques, elle évoque à nouveau l'Ardèche et les joies simples du quotidien en province, en refoulant ses désirs d'une vie plus mouvementée. Mais de tels désirs apparaissent à nouveau dans les recueils suivants, deux volumes autobiographiques qui composent ses Souvenirs d'enfance : Nous n'irons plus au bois paru en 1911, et Les Lauriers sont coupés en 1913. Elle y exprime des envies de fougue et de liberté qui s'opposent à sa vie simple et monotone.
Fresques et Souvenirs d'enfance passent tous deux inaperçus, bien qu'en tant que lauréate du tournoi Femina, Picard reste honorée par le magazine — des poèmes inédits sont publiés dans les numéros spéciaux des 1er décembre 1908 et 1909, elle est choisie comme membre d'une hypothétique « Académie féminine idéale », un poème en l'honneur de Sarah Bernhardt lui est commandé pour être récité par l'actrice Madeleine Roch. Mais elle s'éloigne peu à peu de ce cercle restreint et bourgeois qui ne correspond plus à ses ambitions littéraires. Durant la guerre, elle publie dix-huit poèmes patriotiques dans Les Annales politiques et littéraires, puis fait paraître le recueil Rameaux en 1919.

### Vie à Paris (1919 - 1945)

#### L'amitié avec Colette

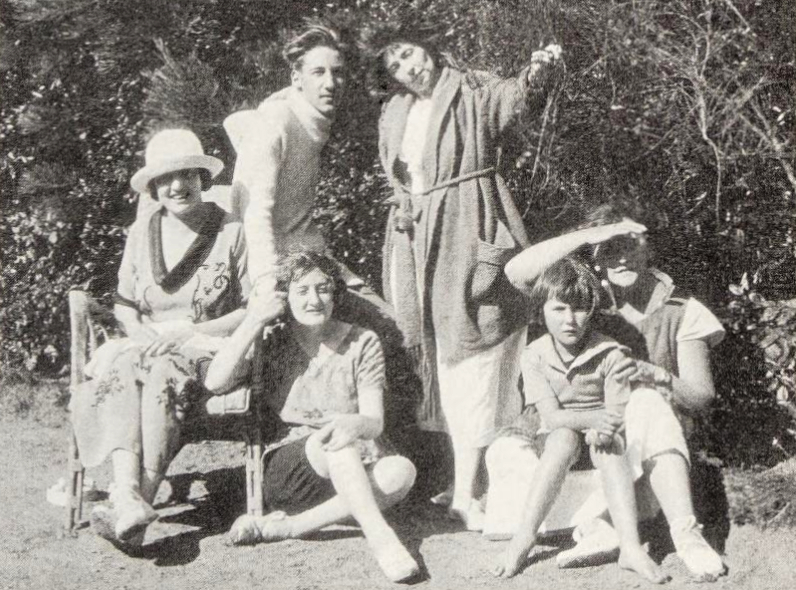
Colette et ses amis à Rozven, vers 1920. Debout dans le fond : Bertrand de Jouvenel et Hélène Picard. Assis : Madame Francis Carco, Germaine Beaumont et Colette avec sa fille.

En 1915 ou 1919 Picard quitte son époux, qui aurait entamé une nouvelle relation, et va s'installer à Paris,,,. Le succès de L'Instant éternel lui permet de travailler comme pigiste et secrétaire, puis elle va à la rencontre de Colette, qui travaille alors au Matin. Elle lui offre le second tome de ses Souvenirs d'enfance, les deux femmes se lient rapidement d'amitié, et Colette engage finalement Picard comme secrétaire,,,. La romancière lui trouve un appartement au 29 rue d'Alleray, où Picard passera le reste de sa vie, le remplissant d'objets de curiosités,.
Picard semble avoir été très influencée par Colette, au point de la laisser lui couper les cheveux,,. Son seul roman, Sabbat, publié fin 1923, est préfacé par Colette et paraît dans une collection qu'elle dirige,. À partir de l'été 1919, Picard accompagne plusieurs fois la romancière dans sa villa secondaire à Rozven, en Bretagne,,, où elles sont accompagnées de Germaine Beaumont, Francis Carco et son épouse, Léopold Marchand et Bertrand de Jouvenel. Picard est souvent taquinée pour ses manières enfantines, parfois assez durement, notamment par Carco,.
Picard est nommée chevalier de la légion d'honneur en 1926 pour « son œuvre poétique consacrée par la grande critique contemporaine »,. Mais la scène littéraire est marquée par l'éclosion du surréalisme, et Picard ne bénéficie plus de sa notoriété passée. Sa nature curieuse lui permet cependant de se tourner vers de nouvelles tendances littéraires, et le soutien matériel et affectif de Colette lui est d'une grande aide. Leur correspondance montre la préoccupation de Colette pour son amie, ainsi que des échanges littéraires : la romancière demande des conseils à la poétesse, notamment pour le titre de Le Pur et l'Impur, et l'aide en retour à trouver des journaux où publier ses poèmes. Hélène Clément, un des personnages de La Naissance du Jour, semble inspirée d'Hélène Picard. Picard est l'une des principales correspondantes de Colette avec Marguerite Moreno et Renée Hamon ; mais contrairement à elles, elle aurait éprouvé une véritable fascination pour Colette, comme l'écrivait Marguerite d'Escola à la romancière :

« une chose que vous n'avez peut-être jamais bien sue, c'est à quel point vous l'aviez pénétrée, vivifiée, à quel point elle vivait de votre vie »

— Marguerite d'Escola, Lettre à Colette, avril 1945

#### Pour un mauvais garçon

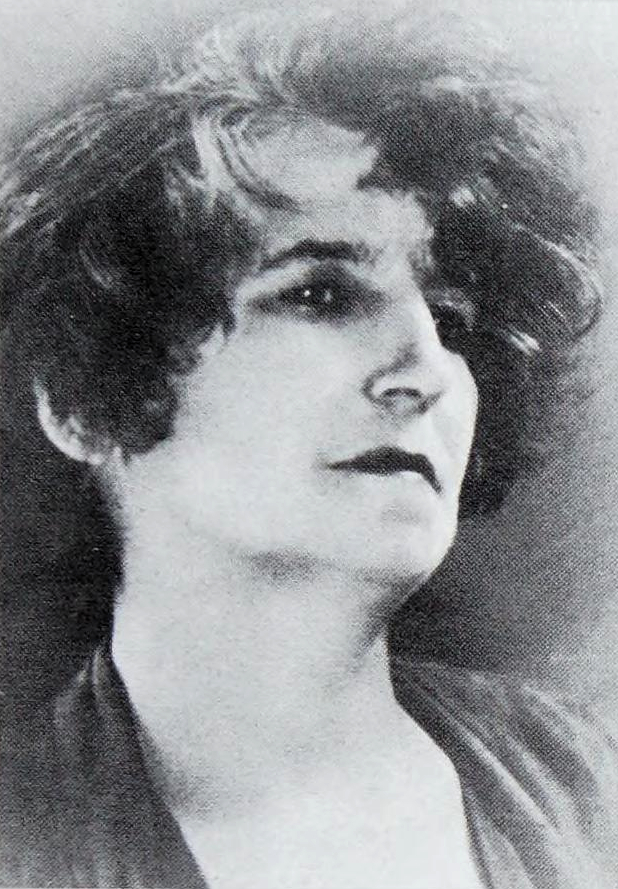
Hélène Picard vers 1920.

Peu après son arrivée à Paris, Picard se prend de passion pour un ami de Colette, Francis Carco, écrivain à la réputation sulfureuse qui fréquente la pègre et les bars clandestins,,. Cette passion sans retour inspire à Picard son dernier livre, Pour un mauvais garçon, publié en 1927. Les problèmes financiers de son éditeur, Delpeuch, freinent le succès de l'ouvrage, dont les quelques critiques soulignent cependant l'originalité. La poétesse y raconte la relation d'une bourgeoise solitaire et naïve qui s'éprend d'un garçon plus jeune qu'elle, frimeur, buveur et menteur. Françoise Chandernagor note l'inversion homme-femme dans la relation, où l'homme devient la muse d'une poétesse virilisée. Ce recueil marque aussi une évolution importante dans la poésie de Picard, qui abandonne l'alexandrin pour des vers inégaux et heurtés, et emprunte des mots d'argot et des expressions populaires. Pour un mauvais garçon obtient le Prix Renaissance en 1928 ; ce prix est décerné chaque année par l'hebdomadaire La Renaissance politique et littéraire, et alors présidé par Colette, qui œuvre en faveur de son amie désargentée.

### Décès
Sa passion pour Carco semble affaiblir profondément Picard. Elle rejoint parfois Colette à la campagne l'été et écrit de nombreux poèmes sur des feuillets qu'elle égare, ou dont elle se sert pour emballer des cadeaux. Mais, malade depuis au moins 1926 — atteinte de rhumatismes ou « d'une grave lésion osseuse » selon Colette —, elle doit se rendre souvent à l'hôpital et passe ses dernières années enfermée dans son appartement,,. Elle souffre de crises de paranoïa qui la poussent à installer des verrous sur sa porte, et elle écrit à Colette : « J'ai l'intuition, la preuve morale, que l'on pénètre chez moi. [...] Si je ne tenais pas à cette maison par tant de fibres, je la quitterais, j'ai les preuves qu'on m'y épie. ». Elle devient végétarienne par aversion pour le sang, et feint d'être absente quand on toque à sa porte. Lorsqu'elle est transportée à l'hôpital en janvier 1945, elle aurait dit : « Si je savais que Colette me voit telle que je suis, je me suiciderais ». Elle meurt à l'hôpital le 1er février 1945, sans avoir eu la force d'ouvrir le pneumatique envoyé par Colette. La romancière écrit à Germaine Beaumont, dans une lettre du 6 février 1945 : « Une fin affreuse de poète romantique et pauvre. Mais sa solitude était si sévèrement organisée que personne ne pouvait plus entrer. »

Durant les dix jours qui suivent sa mort, Colette se consacre à un article en son hommage, qui paraît dans La Revue de Paris le 1er mai 1945, puis est publié dans L'Étoile Vesper, un recueil de souvenirs. Cet article dresse le portrait de la poétesse admirée par Colette, et se termine par un poème tiré de Pour un mauvais garçon, intitulé Délivrance. Colette, semble-t-il, en connaissait des vers par cœur :

« Il ne vous atteint pas, l'affreux cri des sirènes,
Dans les bars de cristal, éclatants perroquets,
Frivoles favoris des sombres capitaines. »

## Postérité
De son vivant, Picard se montre préoccupée par sa postérité, comme elle l'écrit à Colette le 8 mai 1928 : « André Billy, dans l'histoire littéraire qu'il publie me fait, paraît-il, un sort d'outre-tombe extraordinaire et annonce ma célébrité éternelle. [...] Je voudrais simplement un peu plus de justice et de courtoisie de mon vivant. [...] Mais j'espère quelque revanche un jour : simplement le bénéfice de l'équité. ». Cependant, elle tombe dans l'oubli après sa mort, comme la majorité des poétesses de la Belle Époque, bien que son amitié avec Colette lui permette de n'être pas totalement oubliée. En 2016, Françoise Chandernagor écrit que « de Colette, on sait tout [...] De Hélène Picard, sa contemporaine, on ne sait rien ou presque ». Elle a fait l'objet d'une thèse qui « fait le point sur [s]es publications et [s]a vie », soutenue par Nicole Laval-Turpin à l'Université d'Orléans en 2000, mais qui n'a pas été rééditée depuis.

## Regards sur l'œuvre

### Style

#### De la simplicité de la province...
Au début de sa carrière, les poèmes de Picard suivent une forme classique et sont généralement écrits en alexandrins ou dans d'autres versifications régulières. Elle montre des influences proches de celles des autres poétesses : Dante, Pétrarque, Ronsard et les romantiques (principalement Victor Hugo, Lamartine, Musset, Desbordes-Valmore et Chateaubriand). Elle dédie aussi des poèmes à des autrices (Élisa Mercœur, Delphine de Girardin et Loïsa Puget), ce qui est rare chez ses consœurs. Outre l'amour, ses premiers recueils prennent pour thème la simplicité de la vie en province.,. Pour la critique d'alors, le style de Picard est indissociable de son origine provinciale,, et ses premiers recueils contiennent des poèmes qui font l'éloge de la vie à la campagne :

« Dans la grand’ville, on ne peut pas goûter ces choses,
Ces chers, ces doux instants,
Ces silences tout pleins d’insectes et de roses,
Dans les jours de printemps. »

— Fresques (1908)
La même attirance pour le charme de la campagne apparaît dans Petite ville... Beau pays..., où Picard décrit les paysages ardéchois et les banalités du quotidien, dont elle considère que la beauté n'apparaît pas à la plupart des gens. Dans le poème Ma maison, elle évoque longuement tous les éléments chaleureux de sa maison personnifiée :

« Vous avez, ma maison, le silence allongeant,
Comme un grand chat lustré, sa paresse et sa patte,
Et le noble fauteuil où se recueille Jean,
Tandis que le parfum du café chaud éclate. »

— Petite ville... Beau pays... (1907)

#### ... à une vie mouvementée à Paris
Quelques-uns de ses premiers poèmes évoquent cependant le désir d'une vie plus mouvementée, que la poétesse semble refouler. Son style évolue franchement après son installation à Paris, comme le montrent ses trois derniers livres : Province et capucines en 1920, Sabbat en 1923 et Pour un mauvais garçon en 1927. Dans le premier, elle affiche désormais sa détestation de la province :

« Vous m’avez sans cesse opprimée
Avec vos sourires flétris,
Avec vos longs bras de fumée
Et vos yeux de chauve-souris
[…]
Ah ! je vous déteste, province,
Et je veux sans fin le clamer. »

— Province et capucines (1920)
Sabbat et Pour un mauvais garçon rompent totalement avec les recueils de ses débuts, sur les thèmes comme sur le style,. Le premier est un roman en prose poétique où la narratrice, une jeune sorcière, raconte ses rapports avec la création poétique :

« Laisse mon imagerie effroyable et ridicule pervertir les adolescents abouliques, qui nourrissent de vinaigre leur anémie rebelle et les prêtres, qui dans le sadisme effréné des peurs catholiques se croient déjà embrochés par mes démons de théâtre forain parce qu’ils ont parfois le feu sous la soutane. »

— Sabbat (1923)
Selon Françoise Chandernagor, « sa passion pour Carco renouvela totalement sa manière d’écrire : rythme plus syncopé, dialogues, ruptures, apostrophes, exclamations, recours à l’argot et aux expressions populaires » et son expression de l'amour, qu'Alphonse Séché qualifiait en 1908 de « hardie », en devient « impudique » selon Chandernagor. Elle ne prend plus pour cadre la campagne, mais la vie moderne à la ville, les bistrots où l'on sert de l'absinthe et les ruelles sombres où attendent les prostituées, :

« Cinés. Autos. Phonos. Clowns... et même, un malheur :
Une femme qu'un geste brusque congédie.
Mais toi ! Avec quel chic tu suis cette douleur
Qu'une enseigne, enfer bleu, incendie.
Un ivrogne est là, qui rit, tout bleu,
Aux reflets des siphons, des carreaux pleins de pluie. »

— Pour un mauvais garçon (1927)
Selon Nicole Laval-Turpin, ses premiers textes portent l'empreinte romantique et classique de la poésie de la Belle Époque, mais Pour un mauvais garçon est véritablement original et montre sa curiosité des nouvelles tendances littéraires.

### Thèmes

#### Amour et érotisme
En 1912, Picard écrit à Alphonse Séché qu'elle a « pour idéal littéraire d’exprimer les grands sentiments qui font battre le cœur humain » et que « l’art doit être sans pudeur, c'est-à-dire sans réticences, sans timidité, qu’il ne doit pas sacrifier à une opinion, à une mesquine formule sociale ». Dès ses premiers recueils, Picard évoque ses désirs amoureux avec une dimension sensuelle et parfois érotique,, — qui la fait qualifier de « poète de l'amour et du désir » par Émile Faguet :

« Ô vous le dévêtu, vous le nu, je vous vois [...]
Ô jeune corps de joie où la splendeur circule
Je te glorifierai dans la vague du blé [...]
Ô jeune fleur de vie, ô chair pure et sacrée. »

— L'Instant éternel (1907)

« Souffrant de ma blancheur, de mon flanc, d’être femme
Jusqu’au gémissement. »

— Fresques (1908)
Dans L'Instant éternel, elle fait de nombreuses références à des couples littéraires célèbres : Lucifer et Éloa, Alphonse de Lamartine et Elvire, Pétrarque et Laure de Sade. Jean de Gourmont et Françoise Chandernagor soulignent une forme d'inversion homme-femme dans certains poèmes, où son bien-aimé est comparable à « une sorte de Béatrix-homme » selon Gourmont, et où elle loue avec franchise le corps de son amant,. Colette cite deux vers, qu'elle qualifie de « sombres, sensuels et réticents » :

« Tu ne quitteras plus les hontes triomphales
Qu'inventa, cette nuit, mon vieux démon charnel. »

#### Solitude et mélancolie
Les dernières années de Picard sont assombries par la dépression et l'isolement. Mais dès 1910, Jean de Gourmont note déjà la mélancolie et les regrets dans certains de ses poèmes, et considère que « pour elle, l’adaptation parfaite à la vie est impossible », citant son ode À la mort où elle appelle la mort à venir la chercher avant que la vieillesse ne l'accable. Il souligne encore son idéalisme inassouvi :

« C’est trop de s’endormir sans que l’on vous console,
D’être belle dans tout l’éclat de son miroir,
De se sentir si grave, et, tout à coup, si folle
Et si tendre qu’on en arrive au désespoir.

Ah ! Oui c’est trop cruel de mourir de son âme,
Et de sa vie et de ses veines au sang lourd,
C’est trop amer, ô volupté, d’être une femme,
Une bien vraie avec des flancs et de l’amour. »

— L'Instant éternel (1907)
Dans son compte-rendu de L'Instant éternel, Émile Faguet note que le recueil — sous-titré Poème au singulier — peut se diviser en trois parties, la première et la deuxième évoquant l'amour rêvé et vécu, puis la dernière exprimant la mélancolie et l'inquiétude induites par l'amour. Pour Colette, qui décrit la solitude totale dans laquelle Picard passe la fin de sa vie, ses autres recueils sont aussi empreints d'une atmosphère triste et « baudelairienne ».

## Distinctions
- Chevalier de la Légion d'honneur, décret du 22 août 1926[59]
- Prix de poésie de l'Académie des Jeux floraux de Toulouse, 1899 et 1900[7],[8].
- Lauréate du tournoi des poétesses Femina, 1904[11].
- Prix Archon-Despérouses, 1907, pour L'Instant éternel, 1 500 F[60].
- Prix Botta, 1920, 2 000 F[60].
- Chevalier de la Légion d'honneur, décret du 22 août 1926[1].
- Prix d'Académie, 1927, 1 000 F[60].
- Prix Renaissance, 1928, pour Pour un mauvais garçon[36].

## Œuvres
- La Feuille morte, Privas, Volle, 1903.
- Petite ville... Beau pays..., Privas, Volle, 1907.
- L'Instant éternel, Paris, Sansot, 1907.
- Les Fresques, Paris, Sansot, 1908.
- Souvenirs d'enfance : Nous n'irons plus au bois, Paris, Sansot, 1911.
- Souvenirs d'enfance : Les Lauriers sont coupés, Paris, Sansot, 1913
- Le poète et la guerre, 1915, scène lyrique, jouée au Théâtre antique d'Orange.
- Rameaux, Paris, Fayard, 1919.
- Province et capucines, Paris, Sansot, 1920.
- Sabbat  (préf. Colette), Ferenczi, 1923.
- Pour un mauvais garçon, André Delpeuch, 1927.